# Egenbevægelse
Egenbevægelse betegner indenfor astronomien, en stjernes årlige bevægelse i forhold til fjerne baggrundsobjekter.:56 :106 :26  Betegnelsen anvendes generelt på ethvert himmellegeme udenfor Solsystemet.
Egenbevægelsen er afledt af stjernens hastighed relativt til Solen, den såkaldte rumhastighed. Rumhastigheden opdeles i to komposanter, radialhastigheden i synslinjens retning og tangentialhastighed vinkelret herpå. Denne divideret med afstanden giver egenbevægelsen.
Egenbevægelsen må ikke forveksles med den daglige bevægelse på himlen, der skyldes Jordens rotation om sin egen akse, eller den årlige parallakse, som er de små årlige retningsændringer, der forekommer som følge af Jordens bevægelse rundt om Solen.
Egenbevægelsen betegnes {\displaystyle \mu } (my) og måles i enheden buesekunder (″) per juliansk år (a). Den kan beskrives på to måder, jævnfør illustrationen:
- Med polære koordinater: Egenbevægelse {\displaystyle \mu } og positionsvinkel {\displaystyle \theta }.
- Med retvinklede koordinater: Ændringen i rektascension, {\displaystyle \mu _{\alpha }}, der måles på ækvator, og ændringen i deklination, {\displaystyle \mu _{\delta }}, der måles på stjernens deklinationsbue.

Af figuren fremgår, at
- {\displaystyle \mu _{\alpha }\cdot \cos(\delta )=\sin(\theta )\cdot \mu }
- {\displaystyle \mu _{\delta }=\cos(\theta )\cdot \mu }

og ved omvendelse heraf, at
- {\displaystyle \mu ={\sqrt {(\mu _{\alpha }\cdot \cos(\delta ))^{2}+\mu _{\delta }^{2}}}}
- {\displaystyle \theta =\operatorname {Arctanxy(\mu _{\delta },\mu _{\alpha }\cdot \cos(\delta ))} }

Her betegner Arctanxy en funktion, som entydigt leverer vinklen i intervallet [0°; 360°[.

## Eksempel: Barnards stjerne
Barnards stjerne er en solnær rød dværg. Dens afstand er beskedne 5.964 lysår, men da dens størrelsesklasse kun er 9.51, kan den ikke ses med det blotte øje, som ikke kan ses med det blotte øje. I 1916 målte den amerikanske astronom E. E. Barnard stjernens egenbevægelse til {\displaystyle \mu } = 10.3 ″/a, en rekordhøj værdi, som ikke senere er blevet overgået af andre stjerner. Den astrometriske satellit Gaia, som i perioden 2014 - 2025 fremskaffede nøjagtige data for over 1 milliard stjerner, herunder præcise egenbevægelser. For Barnards stjerne måltes følgende værdier: 
- {\displaystyle \delta =4^{\circ }\,41'\,36.1139''}
- {\displaystyle \mu _{\alpha }=-0.801\,551\,394\ ''{\text{/a}}}
- {\displaystyle \mu _{\delta }=10.362\,394\ ''{\text{/a}}}

Heraf følger at den totale egenbevægelse er
{\displaystyle \mu =10.362\,394\ ''{\text{/a}}}
og at positionsvinklen er
{\displaystyle \theta =359.923^{\circ }}
svarende til, at bevægelsen er praktisk taget stik nord.

## Sekulær ændring af egenbevægelsen
.
Over lange ("sekulære") tidsrum ændres en stjernes egenbevægelse på grund af stjernens bevægelse i forhold til Solen. Hosstående illustration viser egenbevægelsen {\displaystyle \mu } for tre faser af en stjernes passage forbi Solen. Som det fremgår af figuren, er egenbevægelsen størst, når stjernen er nærmest.

## Historie
Det var Edmund Halley der i 1718 påviste at stjernerne ikke var fiksstjerner i betydningen fikseret, men at de over lange tidsrum flyttede sig i forhold til hinanden. Han konstaterede, at positionerne af stjernerne Sirius, Arcturus og Aldebaran var mere end en halv grad fra den græske astronom Hipparchos positionsbestemmelser fra omkring år -130. I 1738 fandt Cassini de Thury at stjernerne ikke flyttede sig lige hurtigt, specifikt at stjernen Eta Bootis (η Boo) nær Arcturus i stjernebilledet Bjørnevogteren, ikke havde flyttet sig lige så meget som Arcturus. Disse resultater førte til en sand jagt efter at registrere egenbevægelser. Godt 150 år senere omkring år 1900 havde man fået målt egenbevægelsen for ca. 7000 stjerner.
I dag kender man egenbevægelsen for millioner af stjerner, også så langt væk som nær Mælkevejsgalaksens centrum, først og fremmest fra meget præcise målinger foretaget af ESAs astrometriske satellitter Hipparcos og Gaia.